# Längenfeld
Längenfeld (Laengenfeld) je obec v Rakousku ve spolkové zemi Tyrolsko v okrese Imst.
Žije zde přibližně 4 600 obyvatel. 

## Geografie
Obec Längenfeld leží v rozšířené části údolí Ötztal u ústí potoka Fischbach z údolí Sulztal do řeky Ötztaler Ache.
Rozloha obce je 195,8 km², z toho 3,8 % je zemědělská půda, 13,6 % jsou alpské louky, 20,3 % tvoří lesy a 61 % připadá na vysokohorské oblasti. Z celkové rozlohy obce je 6,0 % území osídleno.
Gamskogel je místní hora Längenfeldu.

### Části obce
Obec se skládá ze dvou obcí Oberlängenfeld (hlavní obec, 469 obyvatel) a Unterlängenfeld, které od sebe odděluje potok Fischbach, a dále z vesnic Gries, Huben a Oberried. Obec Längenfeld se skládá z 22 vesnic, osad a seskupení domů (Rotte).

### Sousední obce
Obec sousedí
|                           | Umhausen | Sankt Sigmund im Sellrain |
| Sankt Leonhard im Pitztal |          |                           |
|                           | Sölden   | Neustift im Stubaital     |

## Historie
Ötztal je důležitou dopravní cestou přes Alpy na jih po tisíce let. Nález Ötziho je důkazem této rané migrace údolím. Později se zboží přepravovalo přes Timmelsjoch do údolí Passeier do Jižního Tyrolska a odtud dále.
První písemná zmínka o obci se nachází v listině pánů z Montalbanu, která zmiňuje jejich majetek v "Lenginveltu" kolem roku 1250.
Od roku 1288 v urbáři Meinharda II. jsou přesné informace, kde bylo 18 statků podléhalo pánu panství a 14 statků fojtovi kláštera Frauenchiemsee.
Ve 14. století se rozlišovalo mezi svobodnými zemědělci, kteří žili v hlavním údolí, a Schwaighöfe v Gries im Sulztalu nebo v Hubenu, které byly ve vlastnictví kláštera Frauenchiemsee nebo panovníka.
Vedle chovu dobytka se od 14. století stalo hlavním zdrojem příjmů obce pěstování lnu a jeho zpracování. Kolem roku 1800 byl Ötztalský len pro svou dobrou kvalitu dokonce uveden na hamburskou burzu. Pěstování lnu zaniklo ve 20. století s nástupem bavlny, jejíž produkce byla levnější.
Ötztal a všechny jeho vesnice patřily k petersberskému dvoru, který od 16. století pořádal v Längenfeldu dvakrát ročně dvorský den. Längenfeld jako politická obec byl poprvé uveden v katastru pozemkové daně v Petersbergu v roce 1627 jako farnost a hlavní město petersberského dvora a v obecních reformách z let 1811 a 1832 byl uveden mezi 10 hlavními farnostmi petersberského dvora.

## Znak
Blason: Štít je rozdělený sedmkrát stříbrnou a červenou barvou.
Městský znak byl udělen v roce 1964. Pruhy v národních barvách označují stejnojmenný "Lange Feld", rozšíření údolí Ötz v okolí Längenfeldu.

## Sport
V letech 2014 a 2015 se zde konal Evropský pohár juniorů ve sportovním lezení, kterého ze zúčastnila také česká reprezentace.

## Zajímavosti
Zajímavostí jsou zde hlavně proslulé solné lázně, největší svého typu v celé střední Evropě. Součástí komplexu je i čtyřhvězdičkový hotel. Lázně jsou stavěny tak, aby z nich byl výhled na celé alpské pohoří. Hojně navštěvované je i centrum městečka s dominantním kostelem a obchody se suvenýry.